# San Luis María Grignion de Montfort (título cardenalicio)
San Luis María Grignion de Montfort es un título cardenalicio de la Iglesia católica. 
Fue instituido por el papa Juan Pablo II en 1991.

## Titulares
- Robert-Joseph Coffy (28 de junio de 1991 - 15 de julio de 1995)
- Serafim Fernandes de Araújo (21 de febrero de 1998 - 8 de octubre de 2019)
- Felipe Arizmendi Esquivel (28 de noviembre de 2020)